# شتيفاني شنايدر
شتيفاني شنايدر (بالألمانية: Stephanie Schneider)‏ هي ضابطة شرطة ‏ ألمانية، ولدت في 25 سبتمبر 1990 في برايتنبرون ‏ في ألمانيا.

## وصلات خارجية
- شتيفاني شنايدر على موقع IBSF (الإنجليزية)
- شتيفاني شنايدر على موقع اللجنة الأولمبية الدولية (الإنجليزية)
- شتيفاني شنايدر على موقع أوليمبيديا (الإنجليزية)
- شتيفاني شنايدر على موقع اللجنة الأولمبية الألمانية (الألمانية)